# Babyshambles
Babyshambles je anglická indie-rocková hudební skupina, kterou založil v roce 2003 zpěvák Pete Doherty jako reakci na rozpadající se The Libertines.
Z vedlejšího projektu se stala plnohodnotná skupina, vydali dvě studiová alba, dvě DVD a jedno EP. Hudebně čerpají z punku s ska, v textech se obrazují Dohertyho osobní prožitky a myšlenky. Charakteristickým rysem kapely jsou časté změny sestavy a Dohertyho (drogové) skandály. Debutovali deskou Down in Albion (2005), o dva roky později vyšlo album Shotter's Nation. V druhé polovině roku 2013 kapela vydala její třetí album Sequel To The Prequel (2013)

## Diskografie

### Studiová alba
- 2005 - Down in Albion
- 2007 - Shotter's Nation
- 2013 - Sequel To The Prequel

### EP
- 2006 - The Blinding EP

### DVD
- 2007 - We Like To Boogaloo
- 2007 - Up the Shambles - Live in Manchester